# Brian Waites
Brian Waites (Bolton, Inglaterra, 1 de marzo de 1940-11 de marzo de 2025) fue un golfista profesional de Inglaterra con más de 40 victorias como profesional.

## Resultados

### European Tour (2)
| No. | Fecha                    | Torneo                          | Puntuación           | Margen de victoria | Finalista(s)            |
| --- | ------------------------ | ------------------------------- | -------------------- | ------------------ | ----------------------- |
| 1   | 17 de septiembre de 1978 | Tournament Players Championship | −6 (75-69-73-69=286) | 1 golpe            | Neil Coles              |
| 2   | 23 de mayo de 1982       | Car Care Plan International     | −8 (68-69-66-73=276) | 1 golpe            | Brian Barnes, Paul Hoad |

Desempates en el European Tour (0–2)
| No. | Año  | Torneo                              | Rival        | Resultado                          |
| --- | ---- | ----------------------------------- | ------------ | ---------------------------------- |
| 1   | 1980 | Cold Shield Greater Manchester Open | Des Smyth    | Perdió con birdie en el sexto hoyo |
| 2   | 1981 | Haig Whisky TPC                     | Brian Barnes | Perdió con par en el cuarto hoyo   |

- Fuentes:[3][4][5][6]

### Safari Circuit (5)
- 1980 Benson & Hedges Kenya Open,[7] Mufulira Open[8]
- 1982 Mufulira Open, Zambia Open[9]
- 1985 Cock of the North[10]

### Otras victorias (28)
- 1966 Yorkshire Open Championship[11]
- 1969 Nottinghamshire Open,[12] Notts Professional Strokeplay Championship,[12] Notts Professional Matchplay Championship[12]
- 1971 Midland Open Championship,[13] Nottinghamshire Open,[12] Notts Professional Matchplay Championship[12]
- 1972 Midland Professional Championship,[14] Notts Professional Strokeplay Championship[12]
- 1973 Nottinghamshire Open[12]
- 1974 Nottinghamshire Open[12]
- 1975 Notts Professional Strokeplay Championship,[12] Notts Professional Matchplay Championship[12]
- 1976 Midland Open Championship[13]
- 1977 Midland Professional Championship,[14] Notts Professional Matchplay Championship[12]
- 1978 Midland Professional Championship,[14] Nottinghamshire Open[12]
- 1979 Midland Professional Championship[14]
- 1980 Notts Professional Strokeplay Championship[12]
- 1981 Midland Open Championship,[13] Notts Professional Strokeplay Championship[12]
- 1982 Nottinghamshire Open[12]
- 1986 Nottinghamshire Open,[12] Notts Professional Strokeplay Championship[12]
- 1988 Midland Masters[15]
- 1989 Notts Professional Strokeplay Championship,[12] Notts Professional Matchplay Championship[12]

### European Seniors Tour (4)
| N.º | Fecha                    | Torneo                                     | Puntuación         | Margen de victoria | Finalista(s)                                                            |
| --- | ------------------------ | ------------------------------------------ | ------------------ | ------------------ | ----------------------------------------------------------------------- |
| 1   | 10 de junio de 1994      | D Day Seniors Open                         | −10 (69-66-71=206) | 6 golpes           | Antonio Garrido                                                         |
| 2   | 20 de agosto de 1995     | Northern Electric Seniors                  | −1 (72-70-73=215)  | 2 golpes           | Francisco Abreu, Peter Butler, Neil Coles, Noel Ratcliffe, Bobby Verwey |
| 3   | 10 de agosto de 1997     | Credit Suisse Private Banking Seniors Open | −7 (63-69-71=203)  | Playoff            | Malcolm Gregson                                                         |
| 4   | 26 de septiembre de 1998 | Elf Seniors Open (2)                       | −12 (66-66-63=195) | 4 golpes           | Denis O'Sullivan                                                        |

- Fuentes:[16]

Desempate en el European Seniors Tour (1–0)
| No. | Año  | Torneo                                     | Rival           | Resultado                          |
| --- | ---- | ------------------------------------------ | --------------- | ---------------------------------- |
| 1   | 1997 | Credit Suisse Private Banking Seniors Open | Malcolm Gregson | Ganó con birdie en el segundo hoyo |

- Fuente:[17]

### Otras victorias en el senior tour (2)
| Fecha               | Torneo                                    | Puntuación           | Margen de victoria | Finalista  |
| ------------------- | ----------------------------------------- | -------------------- | ------------------ | ---------- |
| 17 de junio de 1990 | Trusthouse Forte PGA Seniors Championship | −3 (69-66-68-66=269) | 4 golpes           | Neil Coles |
| 16 de junio de 1991 | Trusthouse Forte PGA Seniors Championship | −7 (69-69-69-70=277) | 3 golpes           | Neil Coles |

- Fuentes:[18][19]

## Resultados en campeonatos major
| Tournament            | 1964 | 1965 | 1966 | 1967 | 1968 | 1969 |
| --------------------- | ---- | ---- | ---- | ---- | ---- | ---- |
| The Open Championship | CUT  |      |      |      |      | T34  |

| Tournament            | 1970 | 1971 | 1972 | 1973 | 1974 | 1975 | 1976 | 1977 | 1978 | 1979 |
| --------------------- | ---- | ---- | ---- | ---- | ---- | ---- | ---- | ---- | ---- | ---- |
| The Open Championship |      | T58  |      |      | T51  | T40  | CUT  | T52  |      | CUT  |

| Tournament            | 1980 | 1981 | 1982 | 1983 | 1984 |
| --------------------- | ---- | ---- | ---- | ---- | ---- |
| The Open Championship | T32  | T50  | T47  | T19  | CUT  |

Nota: Waites solo jugó en The Open Championship.

     No jugó
CUT = completó la mitad del corte (3° ronda en 1976 y 1984 del Open Championships)

"T" = Empate
- Fuente:[20]

## Apariciones por equipo
- Ryder Cup (representó a Europa): 1983[21]
- World Cup (representó a Inglaterra): 1980,[22] 1982,[23] 1983[24]
- Hennessy Cognac Cup (representó a Gran Bretaña e Irlanda): 1980 (campeón),[25] 1982 (campeón),[26] (representó a Inglaterra) 1984 (campeón)[27]
- PGA Cup/Diamondhead Cup (representó a Gran Bretaña e Irlanda/Europa): 1973, 1975, 1976, 1977, 1978 (campeón), 1979 (campeón), 1990[28]
- Chrysler Cup (representó al equipo Internacional): 1991[29]
- Praia d'El Rey European Cup: 1997 (campeón),[30] 1998 (empate)[31]